# Deutsch Amerikanische Freundschaft
Deutsch Amerikanische Freundschaft (wym. [ˈdɔʏtʃ ameʁiˈkaːnɪʃə ˈfʁɔʏntʃaft]) lub D.A.F. – niemiecki synthpunkowy zespół z Düsseldorfu, założony w 1978 przez Gabriela Delgado-Lópeza (wokal), Roberta Görla (perkusja, instrumenty elektroniczne), Kurta Dahlke (instrumenty elektroniczne), Michaela Kemnera (gitara basowa) i Wolfganga Spelmansa (gitara). Kurt Dahlke został zastąpiony przez Chrislo Haasa (instrumenty elektroniczne, gitara basowa, saksofon) w 1979. Od 1981 zespół składa się z Delgado-Lópeza i Görla.
Trzeci album grupy – Alles ist gut („Wszystko jest w porządku”) – otrzymał nagrodę „Schallplattenpreis” od Deutsche Phono-Akademie, stowarzyszenia przemysłu muzycznego w Niemczech.

## Dyskografia

### Albumy
| Rok  | Album                                               | Pozycja na liście | Certyfikat |
| Rok  | Album                                               | GER               | Certyfikat |
| ---- | --------------------------------------------------- | ----------------- | ---------- |
| 1979 | Ein Produkt der Deutsch-Amerikanischen Freundschaft |                   |            |
| 1980 | Die Kleinen und die Bösen                           |                   |            |
| 1981 | Alles ist gut                                       |                   |            |
| 1981 | Gold und Liebe                                      |                   |            |
| 1982 | Für immer                                           |                   |            |
| 1986 | 1st Step to Heaven                                  |                   |            |
| 1988 | D.A.F.                                              |                   |            |
| 1989 | Hitz Blitz                                          |                   |            |
| 2003 | Fünfzehn neue D.A.F.-Lieder                         |                   |            |
| 2009 | Das Beste von DAF                                   |                   |            |
| 2021 | Nur Noch Einer                                      |                   |            |

### Single
| Rok  | Tytuł                                    | Pozycja na liście | Album                       |
| Rok  | Tytuł                                    | GER               | Album                       |
| ---- | ---------------------------------------- | ----------------- | --------------------------- |
| 1980 | „Kebab-Träume”                           |                   | Für Immer                   |
| 1981 | „Der Mussolini”                          |                   | Alles ist gut               |
| 1981 | „Der Räuber Und Der Prinz”               |                   | Alles ist gut               |
| 1981 | „Goldenes Spielzeug”                     |                   | Gold und Liebe              |
| 1981 | „Liebe Auf Den Ersten Blick”             |                   | Gold und Liebe              |
| 1981 | „Sex Unter Wasser”                       |                   | Gold und Liebe              |
| 1982 | „Verlieb Dich In Mich”                   |                   | Für immer                   |
| 1985 | „Absolute Bodycontrol”                   |                   | 1st Step to Heaven          |
| 1985 | „Brothers”                               |                   | 1st Step to Heaven          |
| 1986 | „Pure Joy”                               |                   | 1st Step to Heaven          |
| 1986 | „Voulez Vous Coucher Avec Moi Ce Soir”   |                   | 1st Step to Heaven          |
| 1987 | „The Gun”                                |                   | Hitz Blitz                  |
| 1987 | „Der Mussolini (Remix)”                  |                   |                             |
| 1988 | „Liebe Auf Den Ersten Blick (Remix)”     |                   |                             |
| 1989 | „Verschwende Deine Jugend”               |                   | D.A.F.                      |
| 2002 | „Der Sheriff (Anti-Amerikanisches Lied)” |                   | Fünfzehn neue D.A.F.-Lieder |
| 2010 | „Du Bist DAF”                            |                   |                             |